# Джералдін (Монтана)
Джералдін (англ. Geraldine) — місто (англ. town) в США, в окрузі Чуто штату Монтана. Населення — 207 осіб (2020).

## Географія
Джералдін розташований за координатами 47°36′11″ пн. ш. 110°16′0″ зх. д. / 47.60306° пн. ш. 110.26667° зх. д. (47.603046, -110.266750).  За даними Бюро перепису населення США в 2010 році місто мало площу 1,34 км², з яких 1,34 км² — суходіл та 0,00 км² — водойми. В 2017 році площа становила 1,50 км², з яких 1,48 км² — суходіл та 0,01 км² — водойми.

## Демографія
Згідно з переписом 2010 року, у місті мешкала 261 особа в 110 домогосподарствах у складі 69 родин. Густота населення становила 194 особи/км².  Було 140 помешкань (104/км²).
Расовий склад населення:
| - 96,9 % — білих - 0,4 % — корінних американців |

До двох чи більше рас належало 2,3 %. Частка іспаномовних становила 2,3 % від усіх жителів.
За віковим діапазоном населення розподілялося таким чином: 29,9 % — особи молодші 18 років, 50,2 % — особи у віці 18—64 років, 19,9 % — особи у віці 65 років та старші. Медіана віку мешканця становила 45,3 року. На 100 осіб жіночої статі у місті припадало 89,1 чоловіків;  на 100 жінок у віці від 18 років та старших — 101,1 чоловіків також старших 18 років.
Середній дохід на одне домашнє господарство  становив 31 849 доларів США (медіана — 30 326), а середній дохід на одну сім'ю — 39 760 доларів (медіана — 32 273). За межею бідності перебувало 32,0 % осіб, у тому числі 50,6 % дітей у віці до 18 років та 22,2 % осіб у віці 65 років та старших.
Цивільне працевлаштоване населення становило 87 осіб. Основні галузі зайнятості: освіта, охорона здоров'я та соціальна допомога — 28,7 %, сільське господарство, лісництво, риболовля — 20,7 %, будівництво — 12,6 %, роздрібна торгівля — 8,0 %.